# 進歩勢力同盟
進歩勢力同盟（しんぽせいりょくどうめい、Alliance des forces de progrès、AFP）は、セネガル共和国の政党。 
1999年6月16日、ムスタファ・ニアス（Moustapha Niasse）の呼びかけにより結党。2001年4月29日の立法議会選挙で、投票数の16.1％、120議席中11議席を得た。
幹事長はムスタファ・ニアス元首相（首相在任期間：2000年4月5日 - 2001年3月3日）。